# The F.A. Premier League Football Manager 2002
The FA Premier League Football Manager 2002 je nogometna menadžment videoigra, četvrta i posljenja u Premier League Football Manager serijalu. Njen proizvođač je Electronic Arts, a izdavač EA Sports. Igra je izdana u siječnju 2001.
Igra je ostala najzapamćenija po svojim netočnim informacijama. Primjer je vezni igrač Norwich Cityja Gary Holt, koji je u igri zabilježen kao talijan, a zapravo je Škot. Uz to, bugarin Dimitar Balabonov je najbolji igrač u igri, njegov rejting je 99, kao i sve njegove ocjene.

## Vanjske poveznice
- Gamestats - The FA Premier League Football Manager 2002  Arhivirana inačica izvorne stranice od 21. srpnja 2011. (Wayback Machine)